# Station Szlichtyngowa
Station Szlichtyngowa is een spoorwegstation in de Poolse plaats Szlichtyngowa.